# Teisuke Chiba
Pour les articles homonymes, voir Chiba (homonymie).
Teisuke Chiba (千葉 禎介, Chiba Teisuke) (19 octobre 1917 – 29 décembre 1965) est un photographe japonais amateur qui a consacré ses créations à la vue rurale dans sa région de résidence à Akita.

## Biographie
Né en octobre 1917, à Kakunodate dans la préfecture d'Akita, au Japon, Teisuke Chiba s'installe deux ans plus tard à Yokote où il restera toute sa vie. Après avoir terminé l'école secondaire en 1932, il commence à travailler dans un magasin de kimono. En 1935, il achète un appareil photo Baby Pearl de la marque Rokuoh et commence à photographier la zone rurale où il vit, en particulier sa vie quotidienne, et remporte des prix.
Immédiatement après la guerre les photographies de Chiba paraissent dans les pages de concours de Caméra et d'autres magazines et il devient une figure centrale dans la culture photographique d'Akita (partie du Japon qui va attirer Ihei Kimura, Hiroshi Hamaya et d'autres photographes). À partir de 1952, Chiba travaille comme journaliste indépendant basé à Akita dans son temps libre mais après une hospitalisation d'une demi-année, il ferme son magasin de kimono et ouvre un magasin de vente de fournitures photographiques à Yokote. C'est à cette époque qu'il se concentre sur la documentation photographique de l'histoire de la région.
Chiba est hospitalisé en octobre 1965 et décède le 29 décembre 1965. En mai de l'année suivante, ses amis contribuent à l'organisation d'une exposition de ses œuvres posthumes au salon de photographie Fuji de Tokyo. En 1992, ses œuvres sont exposées en bonne place dans une exposition organisée par le musée d'art de Miyagi de la photographie d'après-guerre à Tōhoku.
La première collection des œuvres de Chiba paraît plus de trente ans après sa mort dans un mince volume de la série Nihon no Shashinka qui sert d'anthologie.